# Norman Loftus Bor
Norman Loftus Bor (2 de maig de 1892-22 de desembre de 1972) va ser un botànic i explorador irlandès.

## Biografia
Va estudiar Medicina a Dublín fins a la primera guerra mundial, on s'enrola i lluita a França, Flandes, Macedònia i Palestina. Va estudiar Forestals a Escòcia, emprant-se d'"Oficial Forestal" a Assam, al nord-est de l'Índia. Va servir de "Comissionat de Forestals" a Naga Hills, "Botànic Forestal & Silvicultor" a Shillong, "Botànic Forestal" a Fri Dehra Dun, "editor de Indian Forester, "Inspector General de Forestals", i "Oficial Polític" a Balipara Frontier Tract.
Durant la Segona Guerra Mundial va usar el seu coneixement de les nacions natives i dels idiomes d'Assam per manejar-se en delicades situacions allí, resultant d'un flux de refugiats de Birmània escapant de la invasió japonesa. Després de la guerra, retorna a Gran Bretanya, sent sotsdirector del Royal Botanic Gardens, Kew durant onze anys.
Va centrar el seu treball botànic en les gramínies mentre va estar a l'Índia, i ho va continuar a Kew, produint informació de les pastures de l'Índia, Burma, Sri Lanka, Pakistan, Iran, l'Iraq i Xipre. Va realitzar importants expedicions botàniques al subcontinent indi.
Li van atorgar l'Orde de l'Imperi Indi, l'Orde de l'Imperi Britànic, fou membre de la Royal Society of Edinburgh i la Societat Linneana de Londres.

## Honors

### Eponimia
Gèneres
- (Poaceae) Borinda Stapleton 1994[1]

Va produir abundants registres (413) d'identificacions i classificacions de noves espècies, totes de la família de Poaceae.